# 유럽 기억양심정강
유럽기억양심정강(Platform of European Memory and Conscience)은 유럽연합의 교육 프로젝트로, 전체주의 정권들의 범죄에 대한 연구 및 기록을 보존하고 경각심을 고취하는 것을 목적으로 한다. EU 가맹국 13개국과 미국의 55개 정부기관과 비정부기구들이 참여한다. 대표적인 참여 기관으로 폴란드 국립추모연구소, 독일 베를린-호엔쇤하우젠 기념관, 연방구독일민주공화국국가보위부기록물처, 미국의 공산주의 희생자 기념재단 등이 있다.
2011년 10월 14일 프라하에서 열린 비세그라드 그룹의 정부수반회담 자리에서 결성되었다. 체코 총리 페트르 네차스, 폴란드 총리 겸 유럽평의회 의장 도날트 투스크, 헝가리 총리 빅토르 오르반의 후원 하에 프라하 캄파섬의 리히텐슈타인 후작궁에서 결성식이 거행되었다.

## 같이 보기
- 스탈린주의와 나치즘의 희생자에 대한 추모의 날